# Мерішор (Букурешч, Хунедоара)
Мерішор (рум. Merișor) — село у повіті Хунедоара в Румунії. Входить до складу комуни Букурешч.
Село розташоване на відстані 311 км на північний захід від Бухареста, 29 км на північ від Деви, 87 км на південний захід від Клуж-Напоки, 138 км на схід від Тімішоари.

## Населення
За даними перепису населення 2002 року у селі проживали 113 осіб, усі — румуни. Усі жителі села рідною мовою назвали румунську.